# 哆啦美與青色稻草人
哆啦美與青色稻草人（ドラミちゃん 青いストローハット）是一部哆啦A夢附篇電影。以哆啦A夢的妹妹哆啦美為主角。公映於1994年3月12日，與《大雄與夢幻三劍士》同時上映，片長15分鐘。原作者藤子·F·不二雄。監督為安藤敏彦。

## 故事概要
青色的稻草人-克勞為了參加奧羅拉公主招選駙馬的舞會，特地從從異世界到22世紀的東京銀座採美麗的花。回去時掉了隨身攜帶的搶，正好被哆啦美撞見。哆啦美為了將槍還給克勞，跟著克勞從不可思議之屋進入了異世界。 哆啦美和克勞結為好友，並協助克勞邁上追求公主之路。沿途反派三人組從中阻撓，靠著哆啦美的道具和克勞的機智化解。

## 主要登場人物
| 角色   | 配音員   | 介紹           |
| ------ | -------- | -------------- |
| 哆啦美 | 橫澤啟子 | 詳細見哆啦美。 |
| 克勞   | 關俊彥   |                |

## 主題曲
| 歌曲                   | 作詞       | 作曲     | 编曲     | 演唱  |
| ---------------------- | ---------- | -------- | -------- | ----- |
| 本是朋友（友達なのに） | 白峰美津子 | 清岡千穂 | 野見祐二 | KU-KO |